# 東洋ガラス機械
東洋ガラス機械株式会社（とうようガラスきかい、英文名称TOYO GLASS MACHINERY CO., LTD.）は、金型などガラス容器関連機器の製造を行う企業。

## 主な製品
- ガラスびん用金型
- プラスチックボトル金型（一般プラスチックボトル、PETボトル、サンプルボトル）
- サンプルボトル（簡易成形機によるサンプルボトルのテストショット）
- ISマシン（自動製瓶機）
- MDPマシン（ガラス食器自動成形機）
- ガラスびん検査装置
- ガラスびん洗浄装置
- 包装・搬送機器
- ウォータージェット式切断機器

## 沿革
- 1959年 - 東京都大田区にて、淀川精機として会社設立。金型の製造を行う。
- 1961年 - 横浜市旭区に横浜工場建設。
- 1963年 - 自動製瓶機「ISマシン」生産開始。
- 1969年 - 東洋ガラスが資本参加。
- 1971年 - 東洋ガラス機械株式会社に社名変更。
- 1976年 - 本社を東京都大田区から横浜市旭区に移転。
- 2020年 - 横浜市鶴見区に新本社工場を建設し、本社・工場、東京工場を統合移転。

## 事業所
- 本社工場 - 神奈川県横浜市鶴見区矢向1丁目1番70号
- 横浜工場 - 神奈川県横浜市旭区川井本町76
- 東京工場 - 東京都大田区東六郷一丁目27-7